# 프라이 대 나폴레옹 지역 학교들 소송
프라이 대 나폴레옹 지역 학교들, 미국 580(2017년)은, 미국 대법원 소송인데 그 안에서 법원이 다음과 같이 판결했고 그것은 1986년의 장애아동보호법이 장애인교육법(아이디이에이)에 명문화된 주정부 차원의 행정적 지원에 대한 사용을 강제하지 않는다는 것인데 원고의 소송의 요지가 무상의 충분한 공교육(에프에이피이)에 대한 거부와 관련되지 않을 때 말이다.

## 같이 보기
- 미국의 장애인 교육법
- 개별화 교육 프로그램